# Навроцкий, Владимир Владимирович
Влади́мир Влади́мирович Навро́цкий (6 июня 1928, Полтава — 8 ноября 2014, Ялта) — советский и украинский ученый, доктор медицинских наук, профессор, общественный деятель, краевед. Жил в г. Ялта, Республика Крым.

## Биография
В 1946 году поступил в Харьковский медицинский институт, который окончил с отличием в 1953 году и был направлен на работу фтизиатром в санаторий Шаровка Харьковской области. В 1954 году Министерством здравоохранения Украины был переведен на работу в Ялтинский противотуберкулезный диспансер, где сделал свои первые научные публикации. В 1958 году поступил в аспирантуру Киевского НИИ туберкулеза, откуда перевелся в аспирантуру Ялтинского НИИ туберкулеза. С 1962 года научный сотрудник этого НИИ. В 1963 году защитил диссертацию на соискание ученой степени кандидата медицинских наук на тему «Некоторые вопросы диагностики и особенности течения туберкулеза первичного периода у взрослых в условиях Южного берега Крыма.»
В 1975 г. защитил докторскую диссертацию в центральном институте туберкулеза (г. Москва) на тему «Комплексное санаторно-климатическое лечение больных деструктивными формами туберкулеза легких при применении антибактериальной терапии»."
Всего за годы работы в НИИ им. Сеченова (30 лет) принимал активное участие в подготовке специалистов — фтизиатров, пульмонологов, выступая с лекциями на кафедре усовершенствования врачей при НИИ входя в комиссии по аттестации врачей, руководя диссертационными работами.
Участвовал с докладами во многих союзных, республиканских съездах фтизиатров, пульмонологов, оказывал методическую помощь фтизиатрической службе республик Союза.
После выхода на пенсию продолжал работу в медицинском кооперативе, опубликовал несколько книг по пропаганде здорового образа жизни и применение с лечебной целью естественных природных факторов.

## Научные интересы
По вопросам диагностики лечения туберкулеза, применения антибактериальной терапии, разработок оригинальных методик (в интермиттирующего режиме), новых методов климатолечения, режимов двигательной активности и т. д., опубликовал 200 научных статей в центральных клинических журналах СССР, отдельных его республик и за рубежом, в том числе 10 новых методик, получены авторские свидетельства.
Проводил активную работу, направленную на сохранение санаторной сети Крыма, уникального Южнобережного курорта для лечения больных стран СНГ и с этой целью опубликовал более 100 статей, писем, обращений, в том числе в адрес Президентов России, Украине, а также руководства Крыма.

## Общественная деятельность
Председатель Всеукраинского общества пропаганды деятельности и творчества М. М. Коцюбинского в Крыму. Соорганизатор и участник в Солнечногорском (Крым) в 2011—2012 гг. I и II НАУЧНО-ПРАКТИЧЕСКОЙ КОНФЕРЕНЦИИ «МИХАИЛ КОЦЮБИНСКИЙ И СОВРЕМЕННОСТЬ».
Исследовал жизнь и творческую биографию ряда выдающихся деятелей культуры и науки в Крыму, в частности В. И. Вернадского, М. Коцюбинского и других.
Владимир Владимирович Навроцкий приложил усилия к изучению Ялты как краевед. Одна из его основных находок — Казацкая веха — в окрестностях нп. Ореанда.